# Zambrów
Zambrów là một thị trấn thuộc huyện Zambrowski, tỉnh Podlaskie ở đông-bắc Ba Lan. Thị trấn có diện tích 19 km². Đến ngày 1 tháng 1 năm 2011, dân số của thị trấn là 22314 người và mật độ 1173 người/km².